# Psidium australe
Psidium australe là một loài thực vật có hoa trong Họ Đào kim nương. Loài này được Cambess. miêu tả khoa học đầu tiên năm 1832.